# Canale del Cilecchio
Il Cilecchio era, assieme alla Serezza, uno dei due emissari naturali del Lago di Bientina nel 1500. 
Proveniva dalla zona paludosa del lago e scorreva nel territorio comunale di Bientina, unendo il lago con il fiume Arno. Prima della rettifica dell'Arno, effettuata dai Medici a partire dal 1560, tale confluenza avveniva in prossimità di Bientina. Successivamente il corso d'acqua subì una modifica per congiungerlo al nuovo percorso che il fiume aveva assunto, molto più meridionale rispetto al precedente alveo naturale, motivo per cui il Cilecchio venne allungato notevolmente. Verso la metà del 1600 il tratto residuo del fiumiciattolo che interessava ancora Bientina venne allontanato dal paese per la realizzazione della Piazza Grande della cittadina: l'andamento sinuoso di un lato della piazza ricalca però ancora il percorso originale del fiume. 
Divenuto collettore di vari scoli e fosse campestri della bonificata pianura, fu dotato nel XVIII secolo di cateratte ancora adesso visibili a San Giovanni alla Vena (seppur in parte celate e modificate da una cabina elettrica degli anni '20) all'inizio del Viale Armando Diaz che porta a Vicopisano.
Sono state recentemente riscoperte nei pressi di queste cateratte altre costruzioni idrauliche settecentesche, poste in origine direttamente sull'Arno ed un bunker costruitovi sopra dai tedeschi nel 1944.